# Ra's al Ghul
Ra's al Ghul (tiếng Ả Rập: رأس الغول, có nghĩa là Demon's Head hay Đầu Quỷ), còn gọi ngắn gọn là Ra's, là một nhân vật siêu ác nhân trong loạt truyện tranh xuất bản bởi DC Comics và là một kẻ thù của siêu anh hùng Batman. Nhân vật này được tạo ra bởi Dennis O'Neil và Neal Adams, xuất hiện lần đầu trong Batman #232: Daughter of the Demon (Con gái của Quỷ, tháng 6 năm 1971). Ra's al Ghul là cha của Talia al Ghul.

## Tiểu sử
Ra's sinh ra 600 năm trước thời điểm nhân vật này xuất hiện lần đầu trong thế giới Batman, trong một bộ tộc sa mạc ở Bán đảo Ả Rập. Ra's có một niềm đam mê với khoa học từ lúc còn rất trẻ, do đó hắn đã rời bộ tộc của mình đến sống ở đô thành để theo đuổi sự nghiệp nghiên cứu. Sau đó hắn đã trở thành một thầy thuốc và cưới một phụ nữ tên là Sora.
Ra's khám phá ra bí mật của chiêu thức Lazarus Pit có thể chữa trị mọi loại vết thương dù nặng đến đâu và kéo dài sự sống, và đã cứu sống được một vị hoàng tử đang hấp hối. Hoàng tử này sau đó bị ám ảnh bởi chiêu thức này và nổi điên. Hắn đã bóp cổ Sora cho đến chết (trước đây hắn cũng để mắt đến Sora), nhà vua không muốn gán tội giết người cho con trai mình nên đã kết án tử cho Ra's, bị tra tấn cho đến chết trong một cái cũi cùng xác của Sora. Tuy nhiên Ra's được con trai của một phụ nữ lớn tuổi cứu ra (người này rất biết ơn Ra's đã giúp mẹ anh ta ra đi trong thanh thản trước đây). Ra's và anh này chạy trốn về bộ tộc của Ra's, ở đây hắn đã thuyết phục được tộc trưởng và cũng là bác ruột đi trả thù. Sau đó Ra's đã sát hại toàn bộ gia tộc của vị vua và tự xưng là Ra's al Ghul (Đầu Quỷ).
Ra's al Ghul là một kẻ có võ công cao cường, cùng với chiêu thức Lazarus Pit biến hắn trở thành một trong những kẻ thù mạnh nhất mà Batman từng đối mặt. Ra's là thủ lĩnh của hội League of Assassins (Liên minh Sát thủ) và là thành viên của Secret Society of Super Villains. Hắn được cho là người biết được danh tính thật của Batman.

## Ngoài truyện tranh
Ra's al Ghul xuất hiện trong nhiều phim hoạt hình, phim truyền hình, phim điện ảnh, và games. Nhân vật này xuất hiện trong Batman: The Animated Series được lồng tiếng bởi David Warner, trong phim Batman Begins vai diễn Ra's al Ghul được Liam Neeson đảm nhận, trong phim truyền hình Arrow nhân vật này được thể hiện bởi Matt Nable.
Ngoài ra Ra's al Ghul còn xuất hiện trong tựa games nổi tiếng Batman: Arkham City do Dee Bradley Baker lồng tiếng.

## Ảnh hưởng văn hóa
Tạp chí Wizard xếp Ra's al Ghul thứ 190 trong danh sách "200 nhân vật truyện tranh vĩ đại nhất mọi thời đại" ("200 Greatest Comic Book Characters of All Time") năm 2008. Trong khi đó, IGN xếp Ra's al Ghul thứ 7 trong danh sách "Top 100 siêu tội phạm mọi thời đại trong thế giới truyện tranh" năm 2009 ("Top 100 Comic Book Villains of All Time"). Ra's al Ghul cũng có mặt trong danh sách "25 siêu tội phạm vĩ đại nhất mọi thời đại" của tạp chí Complex ("The 25 Greatest Comic Book Villains of All Time") năm 2013 với ví trí số 10.